# 阿娜卡莉

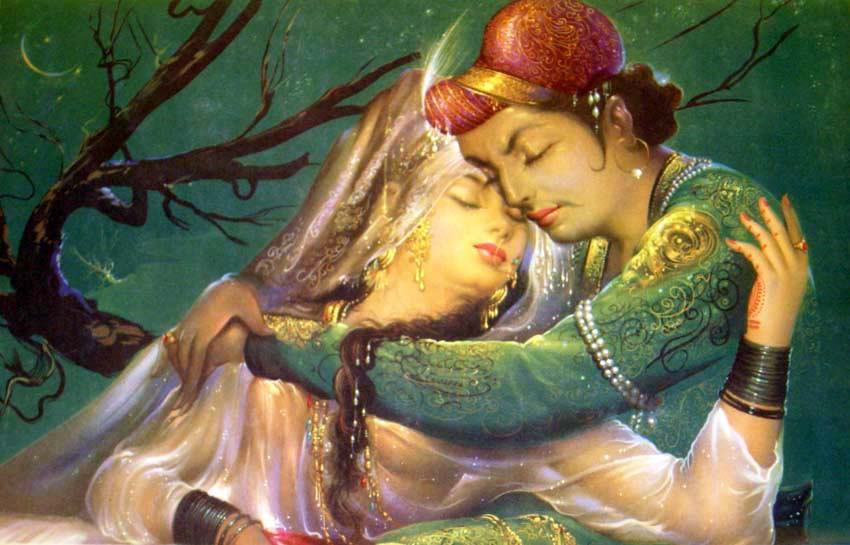
贾汉吉尔和阿娜卡莉的画像，1940年

阿娜卡莉是莫卧儿帝国歷史上的一位传说人物，据说是贾汉吉尔的戀人，兩人之間存在不正当的关系。後來被贾汉吉尔的父親阿克巴發現，阿克巴一氣之下將阿娜卡莉處死。有學者認為阿娜卡莉是位塔瓦伊夫（艺妓）， 但也有人对此持有不同意见。 
阿娜卡莉这个角色经常出现在电影、书籍和历史小说中，例如1960年的宝莱坞电影《我王莫臥兒》中就有這個角色，該角色由瑪杜芭拉饰演。 